# Dave Hause

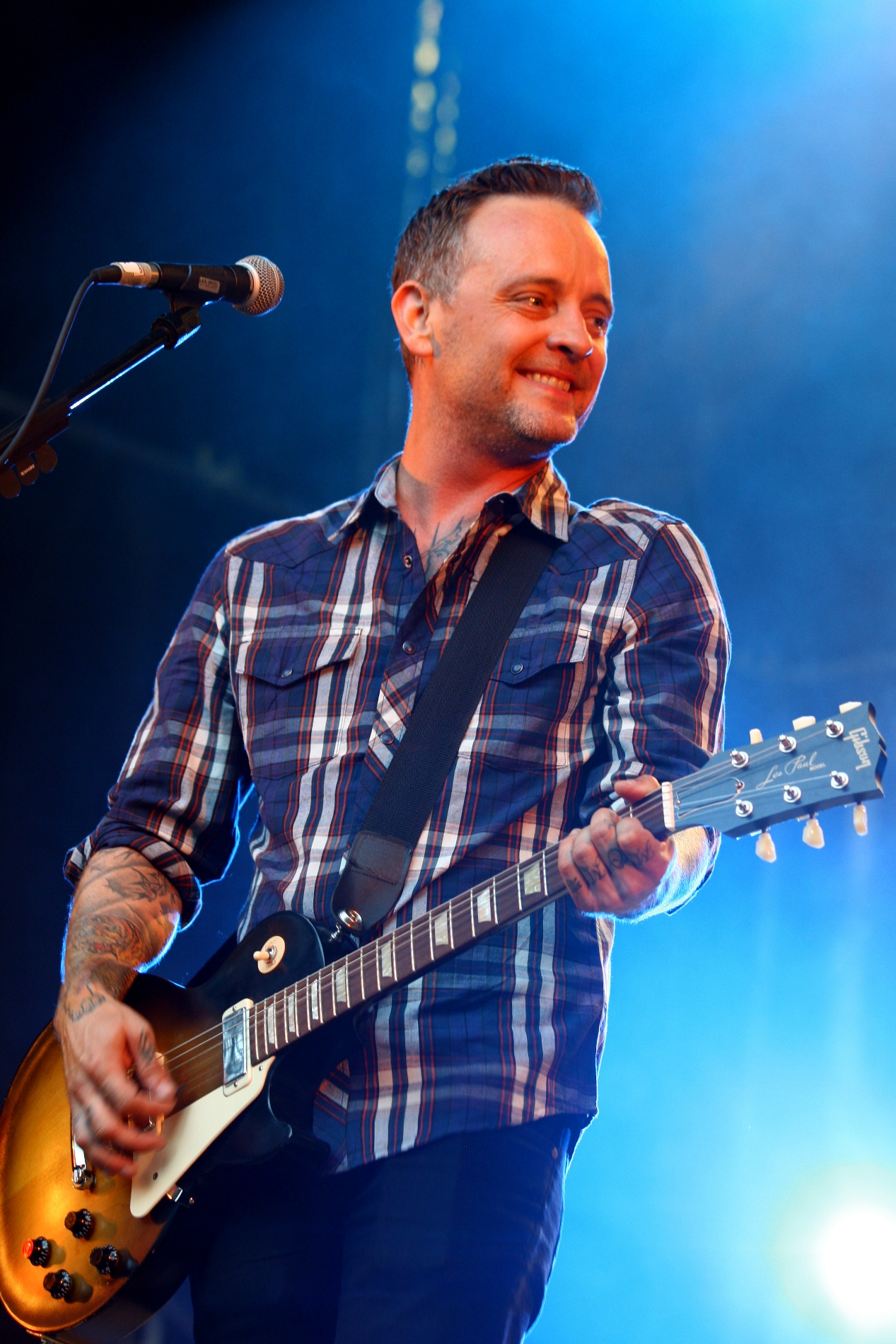
Dave Hause, 2014

Dave Hause (* 12. März 1978 in Philadelphia, Pennsylvania) ist ein amerikanischer Sänger und Songwriter.

## Leben
Im Elternhaus wuchs Dave Hause mit Musik von Bob Dylan, The Beatles und Bruce Springsteen auf. Ein Onkel nahm Dave im Alter von acht Jahren mit auf ein Konzert seiner ersten Lieblingsband The Hooters, was bei ihm früh die Begeisterung für Livemusik weckte. Als Jugendlicher wurde Hause durch Metal und Punk von Bands wie Aerosmith, Iron Maiden, Metallica, Misfits und The Clash geprägt. Noch als Teenager begann Dave Hause seine Karriere zunächst als Gitarrist, später auch als Sänger und Frontmann in diversen Hardcore- und Punkbands in Philadelphia.
In den 1990er Jahren war Dave Hause der Gitarrist in einer Hardcore-/Punk-Band namens Step Ahead. Nachdem sich die Band auflöste, starteten Hause (Gitarre, Hintergrundgesang) und Brendan Hill die Band The Curse. Den Zugang zur Punk-Szene erarbeitete er sich mit Anfang 20 als Merchandiser für Kid Dynamite, sowie als Roadie für Sick Of It All und The Bouncing Souls, was ihm wichtige Kontakte und Erfahrungen ermöglichte. Von 2002 bis 2004 war Hause Gitarrist in der Band Paint It Black.
Im April 2004 gründete Dave Hause die Punkband The Loved Ones, in der er erstmals neben der Gitarre auch den Part des Leadsängers und Haupt-Songwriters übernahm. Die Band tourte u. a. mit The Bouncing Souls und NOFX. 2010 stellten The Loved Ones ihre Aktivität ein, woraufhin Dave Hause seine Karriere als Solo-Künstler fortführte.
Bereits 2009 begann Dave Hause mit den Aufnahmen für sein erstes Soloalbum namens Resolutions, das im Januar 2011 erschien. Am 12. April 2011 wurde ein Musikvideo für den Song Time Will Tell veröffentlicht.
Das Video ist eine Hommage an Martin Scorseses Kurzfilm The Big Shave (1967). 2011 war Dave Hause Teil der Revival Tour, nebst Chuck Ragan, Brian Fallon (The Gaslight Anthem) und Dan Adriano (Alkaline Trio). Diese Tour verhalf ihm vor allem in Europa zu einem wachsenden Publikum und bekräftigte ihn in der Fokussierung auf seine Solo-Karriere.
Am 8. Oktober 2013 erschien sein zweites Soloalbum Devour. Im Dezember 2014 wurde der Song „Seasons Greetings From Ferguson“ in Form eines Lyric-Videos veröffentlicht. Das Lied thematisiert die Polizeigewalt gegen Schwarze in den USA und bezieht sich auf den Todesfall Michael Brown. Das Lied wurde später auch in einem Video der Kampagne „Ferguson Action“ verwendet.
Das dritte Soloalbum von Dave Hause Bury Me In Philly erschien am 3. Februar 2017, aufgenommen und produziert in Philadelphia von Eric Bazilian (The Hooters) und William Wittman. Einige Tage vor der offiziellen Veröffentlichung war das Album bereits auf mehreren Internetseiten in ganzer Länge zu hören. Vom Rolling Stone als Vereinigung von Punk und Americana beschrieben, ist dieses – im Gegensatz zu Devour – positive und hoffnungsvolle Album im Wesentlichen durch eine neue Liebe, den Umzug von Philadelphia nach Kalifornien und die neue musikalische Zusammenarbeit mit Daves Bruder Tim Hause geprägt.
Nachdem Dave Hause mit seinem Solo-Material live bisher lediglich allein oder als Duo aufgetreten war, wurde für die Bury Me In Philly Tournee erstmals eine Begleitband zusammengestellt. Mit Daves Bruder Tim an der Leadgitarre, Miles Bentley am Bass, Kevin Conroy am Schlagzeug und Kayleigh Goldsworthy am Keyboard spielten Dave Hause & The Mermaid 2017 insgesamt 139 Konzerte. Nach einigen Record Release Konzerten in den USA führte die Bury Me In Philly Tournee nach Europa, wo das erste Konzert der Band am 1. März 2017 in Köln vom WDR für die Fernsehsendung Rockpalast aufgezeichnet wurde.

## Stil
In seiner musikalischen Entwicklung trat die anfänglich aggressive Art der Darstellung immer weiter in den Hintergrund zugunsten eines melodischeren Sounds und stärkeren Fokus auf die Texte. Mit Anfang 30 startete er schließlich seine Solo-Karriere als Singer-Songwriter. Heute nennt Dave Hause Musiker wie Tom Petty, Patty Griffin oder Brandi Carlile als seine größten musikalischen Vorbilder.

## Diskografie

### EPs
- "Melanin" 7" (Bantic Media, 2010)
- "Resolutions" (2010)
- "Resolutions" 7" (Side One Dummy Records, 2012)
- "Heavy Heart" 7" (Jade Tree Records, 2012)
- "Pray for Tucson" 7" (Bridge Nine Records, 2012)
- "Time Will Tell" 7" (Chunksaah Records, 2012)
- "C’mon Kid" 7" (Sabot Productions, 2012)
- "C'mon Kid" 7" (Xtramile Recordings, 2013)
- "Home Alone" (Rise Records, 2015)
- "September Haze" (End Hits Records, 2019)

### Alben
- Resolutions (Xtra Mile Recordings, 2011)
- Devour (Cargo Records, 2013)
- Bury Me in Philly (Rise Records, 2017)
- Kick (Rise Records, 2019)
- Blood Harmony (Rise Records, 2021)

### Videos
- "Time Will Tell" (2011)
- "C'mon Kid" (2011)
- "C'mon Kid" (PIV session – 2011)
- "The Flinch" (2017)